# Oliver Bukowski
Oliver Bukowski (* 6. Oktober 1961 in Cottbus) ist ein deutscher Dramatiker und Hörspielautor.

## Leben
Oliver Bukowski absolvierte zunächst ein Philosophiestudium, spezialisiert auf Sozialpsychologie (Motivationsforschung) und arbeitete im Rahmen eines Promotionsstipendiums zum Thema Medienwirkungsforschung. Ab dem Jahr 1990, ermutigt und vermittelt durch den Dramaturgen Jörg Mihan, tätigt er erste Schreibversuche. Seitdem schreibt er vorwiegend Theaterstücke, Hörspiele und Drehbücher.
Daneben war er als Dozent tätig, unter anderem als ständiger Dozent/Gastprofessor von 1999 bis 2010 an der Universität der Künste Berlin, Studiengang Szenisches Schreiben und seit 2004 bei Forum Text, dem Lehrgang für Szenisches Schreiben von uniT Graz. Seit 2012 ist er ständiger Gastdozent an der Akademie für Darstellende Kunst Baden-Württemberg, Ludwigsburg.
Sein Sohn Pit ist Schauspieler.

## Auszeichnungen
- 1992: Werksstipendium der Stiftung Kulturfonds
- 1992/1995: Arbeitsstipendium Literatur für Berliner Schriftsteller der Senatsverwaltung für Kulturelle Angelegenheiten
- 1994: Gerhart-Hauptmann-Preis (für seinen Lausitzer-Mundart-Schwank Londn-L.Ä.-Lübbenau)
- 1994: Aufenthaltsstipendium im Künstlerhaus Schloss Wiepersdorf
- 1996: Aufenthaltsstipendien in Worpswede
- 1996: Deutscher Jugendtheaterpreis für Ob so oder so
- 1998: Preis des Goethe-Institutes bei den Mülheimer Theatertagen für Nichts Schöneres[1]
- 1999  Stipendium des Deutschen Studienzentrums in Venedig
- 1999: Mülheimer Dramatikerpreis für Gäste
- 1999: Preis der 12. Potsdamer Werkstatt-Tage (Bestes Stück / Beste Inszenierung) für Gäste
- 2001: Förderpreis zum Lessing-Preis des Freistaates Sachsen
- 2004: Autorenstipendium der Heinz und Heide Dürr Stiftung
- 2011: Landespreis für Volkstheaterstücke (zweiter Preis) für Kritische Masse[2]
- 2013/2014: Jahresstipendium als Werksstipendium des Deutschen Literaturfonds, Darmstadt, für Letzte Menschen (Theaterstück)
- Theaterpreis Lausitzen 2019[3]
- Außerdem: Nominiert für den Mülheimer Dramatikerpreis: 1994: Londn-L.Ä.-Lübbenau, 1998: Nichts Schöneres, 2009: Kritische Masse, und für den Grimme-Preis 2001: Bis zum Horizont und weiter (Kinofilm)

## Werke
Veröffentlichungen
- Der Heiler und andere Monologe. Matthes & Seitz Berlin, 2011, ISBN 978-3-88221-496-3.
- Friday Night. E-Book, textbuehne.eu, 2013, ISBN 978-3-8442-6449-4.
- Nature & Friends. E-Book, textbuehne.eu, 2013, ISBN 978-3-8442-6450-0.
- Ich habe Bryan Adams geschreddert. E-Book, textbuehne.eu, 2013, ISBN 978-3-8442-7821-7.
- Letzte Menschen. E-Book, textbuehne.eu, 2015, ISBN 978-3-7375-5596-8.
- Das Konzept romantischer Liebe. epubli, 2015, ISBN 978-3-7375-5600-2.

Theaterstücke
- Die Halbwertszeit der Kanarienvögel, Uraufführung (UA): 30. Juni 1991 an den Uckermärkischen Bühnen Schwedt, Regie: Christian Bleyhoeffer; Abdruck in „Der Heiler und andere Monologe“, Matthes & Seitz, Berlin 2011
- Inszenierung eines Kusses, UA: 25. September 1992 am Hans-Otto-Theater Potsdam, Regie: Holger Schultze; Abdruck in „Spectaculum 62“, Suhrkamp Verlag, Frankfurt am Main 1996
- Das Lachen und Das Streicheln des Kopfes, UA: 13. Oktober 1992 am Berliner „Theater 89“, Regie: Hans-Joachim Frank
- Burnout, UA: 21. Mai 1992 am Berliner „Theater zum Westlichen Stadthirschen“, Regie: Werner Gerber
- Londn-L.Ä.-Lübbenau, UA: 15. Mai 1993 am Brandenburgischen Staatstheater Cottbus, Regie: Frank Lienert; Abdruck in Deutsche Bühne Heft 1/1993
- Die Elche, die Antilopen, UA: 15. September 1995, Niedersächsisches Staatstheater Hannover, Regie: Daniel Schelleter
- Intercity, UA: 28. Januar 1993, Freie Kammerspiele Magdeburg, Regie: Klaus Noack
- Ob so oder so, UA: 3.  März 1994 am Hans-Otto-Theater Potsdam, Regie: Holger Schultze; Abdruck in „Spielplatz 12“ Verlag der Autoren, Frankfurt am Main 1999, Hrsgb. Marion Victor
- Bis Denver, UA: 29. März 1996 Theater Gera/Altenburg, Regie: Christine Harbort; Abdruck in THEATER HEUTE, Heft 9/1996
- Nichts Schöneres, UA: 23. Januar 1998, Theater Schwerin, Regie: Ernst M. Binder; Abdruck in THEATER HEUTE, Heft 10/1997 und in „Der Heiler und andere Monologe“, Matthes & Seitz, Berlin 2011
- Lakoma (Kurzdrama), UA: 23. November 1996, Staatstheater Cottbus, Regie: Wolf-Dieter Lingk; Abdruck in Jahrbuch THEATER HEUTE 1996
- Goodbye Lucy Hello Lucy (ein Weihnachtsmärchen für Pit und alle ab 7), UA: 28. November 1996, Freie Kammerspiele Magdeburg, Regie: Klaus Noack
- Nature & Friends, UA: 3. April 2001, Theater Hamburg-Altona, Regie: Axel Richter (in der Wiener Nachinszenierung: PEGASUS-PREIS 2001)
- Gäste, UA: 18. Februar 1999, Staatstheater Braunschweig, Regie: Wolfgang Gropper; Abdruck in THEATER HEUTE Heft 4/1999 (in der Nachinszenierung Hans-Joachim Frank: FRIEDRICH LUFT PREIS 1999)
- Hinter den Linien (Kurzdrama), UA: 5. September 1998, Kleist-Theater Frankfurt/Oder, Regie: Birte Restemeyer
- It works! (Geht nicht geht nicht), Drehbuch, UA als Theater am 15. Juni 2001 als Freiluft-Großproduktion des Berliner theaters 89 mit 160 Darstellern, Regie: Hans-Joachim Frank
- Allerseelen rot, UA: 23. September 2001 am Staatsschauspiel Dresden, Regie: Christoph Roos
- Stand by, UA: 28. April 2004, Deutsches Theater Berlin, Regie: Michael Schweighöfer
- Nach dem Kuss (Statisten), UA: 31. Mai 2006 in Kooperation Ruhrfestspiele Recklinghausen/theater 89, Berlin/Kiepenheuer-Bühnenverlag, Regie: Hans-Joachim Frank
- Steinkes Rettung, UA: 27. Oktober 2005, neues theater Halle, Regie: Ulf Frötzschner
- Bowling Alone, UA: in Koop. Ruhrfestspiele Recklinghausen/Hamburger Schauspielhaus am 16. Mai 2007, Regie: Markus Heinzelmann
- Kritische Masse, UA: 19. Februar 2009, UA am Hamburger Schauspielhaus, Große Bühne, Regie: Sebastian Nübling; Abdruck in THEATER HEUTE Heft 2/2009
- Friday Night, UA: 5. September 2010, Theater Osnabrück, Regie: Jens Poth
- Wenn ihr euch totschlagt, ist es ein Versehen (nach Motiven des H. v. Kleist), UA: 24. Mai 2010, Ruhrfestspiele Recklinghausen/Hamburger Schauspielhaus, Regie: Markus Heinzelmann
- Der Heiler, (Monolog), UA: 9. Januar 2011, Deutsches Theater Berlin, mit Jörg Gudzuhn, Regie: Piet Drescher
- Wer ist die Waffe, wo ist der Feind, Stückauftrag (zum Thema „1913“) der Ruhrfestspiele Recklinghausen, UA 23. Mai 2013, Kooperation Ruhrfestspiele Recklinghausen/Wolfgang-Borchert-Theater Münster (danach ab 11/2014 Spielplan Münster), Regie: Intendant Meinhard Zanger
- Ich habe Bryan Adams geschreddert, UA: 22. Februar 2014 Deutsches Theater Göttingen, Große Bühne, Regie: Michael Kessler
- Indianer, (Tragikomödie), UA: 7. November 2014, Gerhart Hauptmann-Theater Görlitz-Zittau in Zittau, Regie: Christian Papke
- Taliban  (Kurzstück für einen Kindertheaterabend „Zum Ende der Kindheit“), Kooperation Parkaue Berlin / Theater Chemnitz, UA 17. Juni 2015, Theater Chemnitz, Regie: Kathrin Brune
- Birkenbiegen, (Auftrag Neue Bühne Senftenberg), UA 24. September 2016, Neue Bühne Senftenberg, Regie: Samia Chancrin, Abdruck THEATER DER ZEIT 09/2016
- Letzte Menschen, UA 26. Mai 2017, Ruhrfestspiele Recklinghausen, Kooperation Ruhrfestspiele Recklinghausen, Kiepenheuer Medien und Zimmertheater Tübingen, Regie: Intendant: Axel Krauße
- Verzicht auf zusätzliche Beleuchtung, UA 9. Mai 2018, Ruhrfestspiele Recklinghausen, Koproduktion Ruhrfestspiele Recklinghausen/Deutsches Nationaltheater Weimar, Kiepenheuer Medien, Regie: Stephan Rottkamp[5]
- Das Konzept romantischer Liebe, UA 3. November 2018, Kleine Komödie Warnemünde, Regie: Kai Festersen
- Wer seid ihr, UA 26. April 2019, Landesbühne Sachsen, Radebeul, Regie: Tom Quaas
- Warten auf`n Bus, UA 18. November 2021, Theater Bielefeld in der Theaterfassung der TV-Serie (Bühnenfassung von Franziska Eisele und Irene Wildberger), Regie: Michael Heicks, Abdruck THEATER DER ZEIT, Heft 1/2022
- Der Sohn, UA 01. April 2022, Neue Bühne Senftenberg, Regie: Mario Holetzeck, Abdruck in THEATER DER ZEIT, Heft 4/April 2020
- Gewaltdarstellungen, Alkohol- und Drogenkonsum, Schimpfwörter, sexuelle Inhalte oder Na, wenigstens betrachten wir denselben Mond, UA 21. September 2023, Junges Theater Göttingen, Regie: Nico Dietrich, Christian Vilmar

Film und Fernsehen (Drehbuch)
- Chiquita for Ever, Kino-Kurzfilm, hendel-bukowski Filmproduktion, 1999, Regie: Annekatrin Hendel; FSK-Prädikat „wertvoll“
- Bis zum Horizont und weiter, Kinofilm, 1999, Regie: Peter Kahane, „Prädikat wertvoll“ der Deutschen Film und Medienbewertung (FBW)
- AlleAlle, Kinofilm, It works!-Filmproduktion, Drehbuch gemeinsam mit Pepe Planitzer, Regie: Pepe Planitzer; Berlinale, Perspektive Neuer Deutscher Film, 2007
- Warten auf’n Bus, Fernsehserie des Rundfunk Berlin-Brandenburg, 2020, Regie: Dirk Kummer[7] 2020 Nominierung für den Deutschen Fernsehpreis, 2021 Nominierung für den Grimme-Preis
- Warten auf`n Bus, 2. Staffel, Regie: Fabian Möhrke, 6. November 2021 Mediathek ARD, 13. November 2021 Ursendung RBB, Headwriter der Staffel und Autor der Folgen (2) Britzke jagt, (5) Ick Tarzan, du Jane sowie des Staffelfinales (7) Thats not a test

Hörspiele
- Die Halbwertszeit der Kanarienvögel, (Monolog), Ursendung: 6. September 1991, DS-Kultur, Regie: Barbara Plensat; Sprecherin: Gudrun Ritter
- Schnittpunkt Oder Das Gähnen Frösteln Schweigen, Ursendung: 22. April 1993 im WDR, Regie: Walter Adler
- Londn-L.Ä.-Lübbenau, Ursendung: 30. April 1995, Deutschlandradio Berlin; Regie: Peter Groeger
- Monis Männer, Ursendung: 19. Juni 1995 Deutschlandradio Berlin, mit Jürgen Holz und Rolf Ludwig; Regie: Joachim Staritz
- Bahlkes letzte Liebe, Ursendung: 23. April 1997 DeutschlandRadio Berlin / NDR; Regie: Joachim Staritz, Hörspiel des Monats April 1997
- Goodbye Lucy Hello Lucy, Ursendung: 22. Dezember 1997, DeutschlandRadio Berlin
- Nichts Schöneres, (Monolog), Ursendung: 18. November 1998, DeutschlandRadio Berlin, Sprecherin: Franziska Troegner
- Wo viel Licht, Ursendung 13. Oktober 2008, DeutschlandRadio Berlin, Regie: Alexander Schuhmacher
- Serjosha & SchulTZ, Kriminalhörspiel-Reihe, DeutschlandRadio Berlin
  - Serjosha & Schultz, Ursendung: 27. Dezember 2004, Pilot, DeutschlandRadio, Regie: Karlheinz Liefers
  - Eigen Fleisch und Blut, Ursendung: 15. Oktober 2005, 2. Folge, DeutschlandRadio, Regie: Karlheinz Liefers
  - Einer für alle, Ursendung: 13. Juni 2006, 3. Folge, Regie: Alexander Schuhmacher
  - Heißer Winter, Ursendung: 18. Februar 2008, 4. Folge, Regie: Alexander Schuhmacher
  - In Grund und Boden, Ursendung: 9. November 2009, 5. Folge, Regie: Alexander Schuhmacher
  - Frauensache, Ursendung: 28. März 2011, 6. Folge, Regie: Alexander Schuhmacher
- Abseits der Route, Ursendung 17. September 2012, Regie: Alexander Schuhmacher
- Primetime, Ursendung 27. Mai 2013 Deutschlandradio Kultur, Regie: Alexander Schuhmacher
- Snaps, Ursendung 6. Oktober 2014, Deutschlandradio Kultur, Regie: Alexander Schuhmacher
- Snaps II: Schwenkfutter, Ursendung 10. Oktober 2016, Deutschlandradio Kultur, Regie: Alexander Schuhmacher